# Coming of Age
Coming of Age és una sitcom britànica, coneguda en català com "Corre i madura". Està escrit per Tim Dawson i produït per BBC Productions i emès a la BBC Three. La sèrie tracta sobre cinc estudiants de sisè: Jas, Ollie, Matt, Chloe i DK, així com un nou personatge, Robyn Crisp, que viuen a Abingdon. Les seves vides giren al voltant de la fictícia Universitat Wooton, dels seus dormitoris, i com sempre són expulsats del pub local, la caseta del jardí de l'Ollie. Un pilot va ser emès originalment el 2007, seguida de la primera temporada de la sèrie el 2008, una segona el 2010, i una tercera el gener de 2011. La tercera temporada va acabar el 8 de març de 2011.
El 2011 la sèrie va ser cancel·lada juntament amb d'altres de la BBC Three.
A Catalunya la sèrie s'emet al Canal 3XL.

## Gravació
Corre i madura té lloc a Abingdon (Oxfordshire), Oxford. Encara que la sèrie es compon d'escenes gravades en exteriors i escenes gravades en un estudi, la major part de la sèrie era gravada davant d'un públic en viu a BBC Television Centre, White City, Londres.
Els exteriors de la universitat de Wooton, eren filmats a la universitat West Herts College Cassio Campus, Langley Road, Watford.

## Episodis
S'han produït 23 episodis de Corre i madura. Hi ha diverses diferències entre el pilot i la sèrie posterior. En particular, Alex Kew i Amy Yamazaki, qui van interpretar a Ollie i Jas en el pilot, van ser substituïts per Ceri Phillips i Hannah Job. El tema musical també va canviar de "Steady, As She Goes" per The Raconteurs a una peça escrita especialment per la banda de Birmingham "Kate Goes and Richie Webb".